# Marsha Karlin
Marsha Megan „Meg“ Karlin (Geburtsname: Megan Welles; † 2016) war eine aus Wales stammende US-amerikanische Musikerin und Liedtexterin, die zweimal für einen Oscar sowie einmal für einen Emmy nominiert war und auch den Künstlernamen Tylwyth Kymry trug.

## Biografie
Megan Welles war in den 1960er Jahren Musikerin und Namensgeberin des Meg Welles Quintett und lernte während dieser Tätigkeit 1962 den Komponisten Fred Karlin kennen, den sie später heiratete.
In den 1970er Jahren schrieb sie an der Seite ihres Mannes Liedtexte und nutzte dabei auch den Künstlernamen Tylwyth Kymry als Hommage an ihre walisische Familie.
Unter diesem Künstlernamen war sie mit Fred Karlin bei der Oscarverleihung 1971 für den Oscar für die beste Filmmusik für 100 Dollar mehr, wenn’s ein Junge wird (1970) nominiert. Unter ihrem Namen Marsha Karlin erhielt sie bei der Oscarverleihung 1973 zusammen mit ihrem Ehemann eine weitere Oscarnominierung: Diesmal für den Oscar für den besten Song für „Come Follow, Follow Me“ aus dem Film Wenn die Deiche brechen (The Little Ark, 1972). 1977 war sie schließlich mit Fred Karlin noch unter dem Namen Meg Karlin für einen Emmy nominiert für den Song „Early in the Morning“ aus dem Fernsehfilm Minstrel Man (1977).